# Гореня Жага
Гореня Жага (словен. Gorenja Žaga) — поселення в общині Костел, регіон Південно-Східна Словенія, Словенія. Висота над рівнем моря: 248,8 м.